# Carex gholsonii
Carex gholsonii är en halvgräsart som beskrevs av Robert Francis Cox Naczi och Cochrane. Carex gholsonii ingår i släktet starrar, och familjen halvgräs. Inga underarter finns listade i Catalogue of Life.